# Ethan Van Sciver

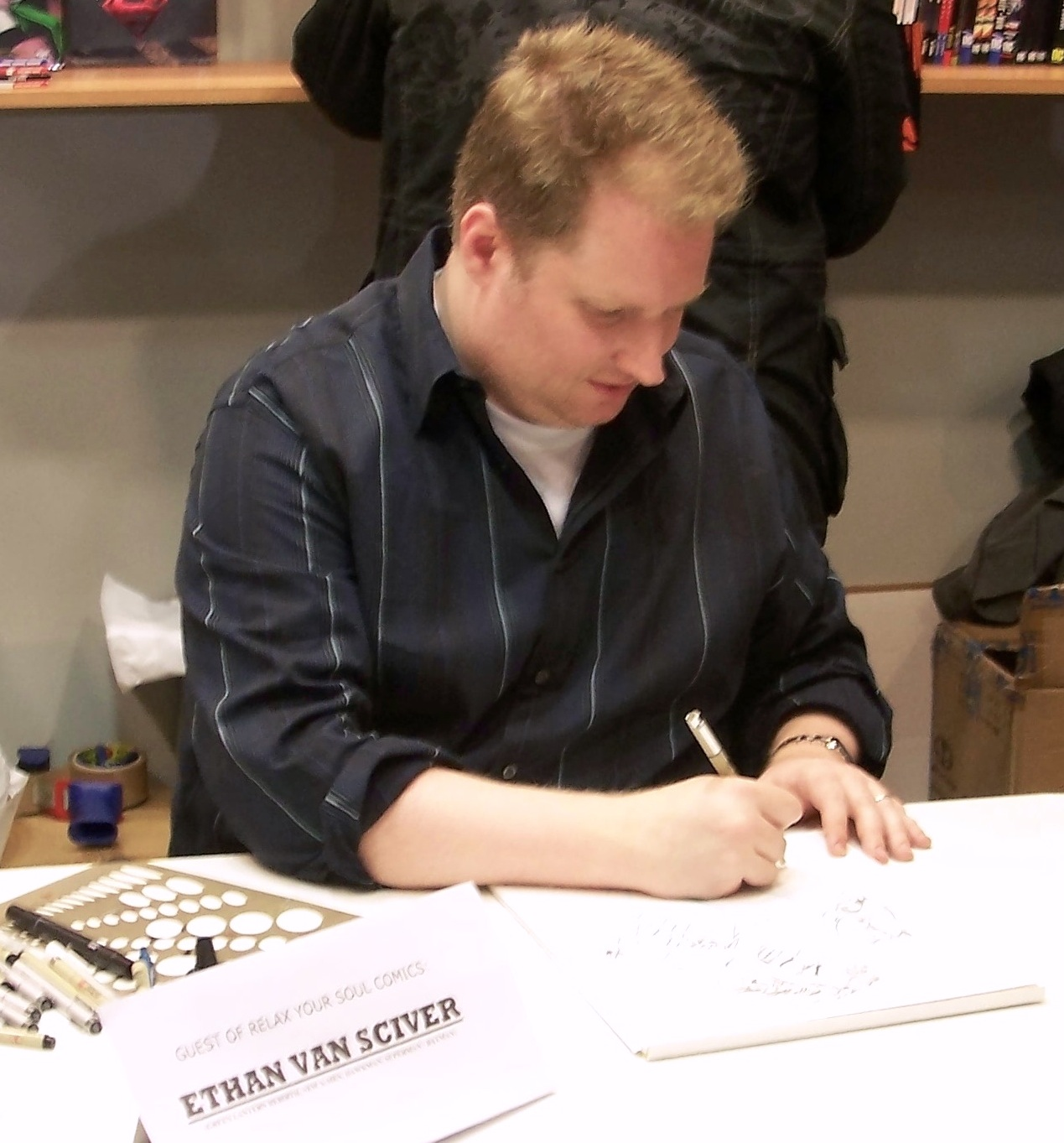
Ethan Van Sciver, Comicdom fest, Athen, 2007

Ethan Van Sciver (* 1975 in Orlando, Florida) ist ein US-amerikanischer Comiczeichner.

## Leben und Arbeit
Van Sciver, dessen jüngerer Bruder der Underground-Künstler Noah Van Sciver ist, begann in den 1990er Jahren als hauptberuflicher Comiczeichner zu arbeiten. Seither hat er Zeichnerjobs für die amerikanischen Verlage DC-Comics, Marvel Comics und Image wahrgenommen. 
Zu den Serien, für die er Zeichnungen beigesteuert hat, zählen unter anderem Impulse, Batman und Green Lantern, sowie die Miniserien Green Lantern: Rebirth und der One Shot The Flash: Iron Hights für DC, die Serie New X-Men für Marvel und die Serie Bog Swamp Demon für Image. Hinzu kommt die Serie Cyberfrog für Hall of Heroes Comics.
Van Sciver ist verheiratet und hat einen Sohn.
| Personendaten    | Personendaten                   |
| ---------------- | ------------------------------- |
| NAME             | Van Sciver, Ethan               |
| KURZBESCHREIBUNG | US-amerikanischer Comiczeichner |
| GEBURTSDATUM     | 1975                            |
| GEBURTSORT       | Orlando, Florida                |